# 小行星3713
小行星3713（英語：3713 Pieters）是一颗围绕太阳公转的小行星。1985年3月22日，愛德華·鮑威爾在可可尼诺县发现了此天体。
这颗小行星的绝对星等为210.80805914等。